# Wolf-Dieter Beyer

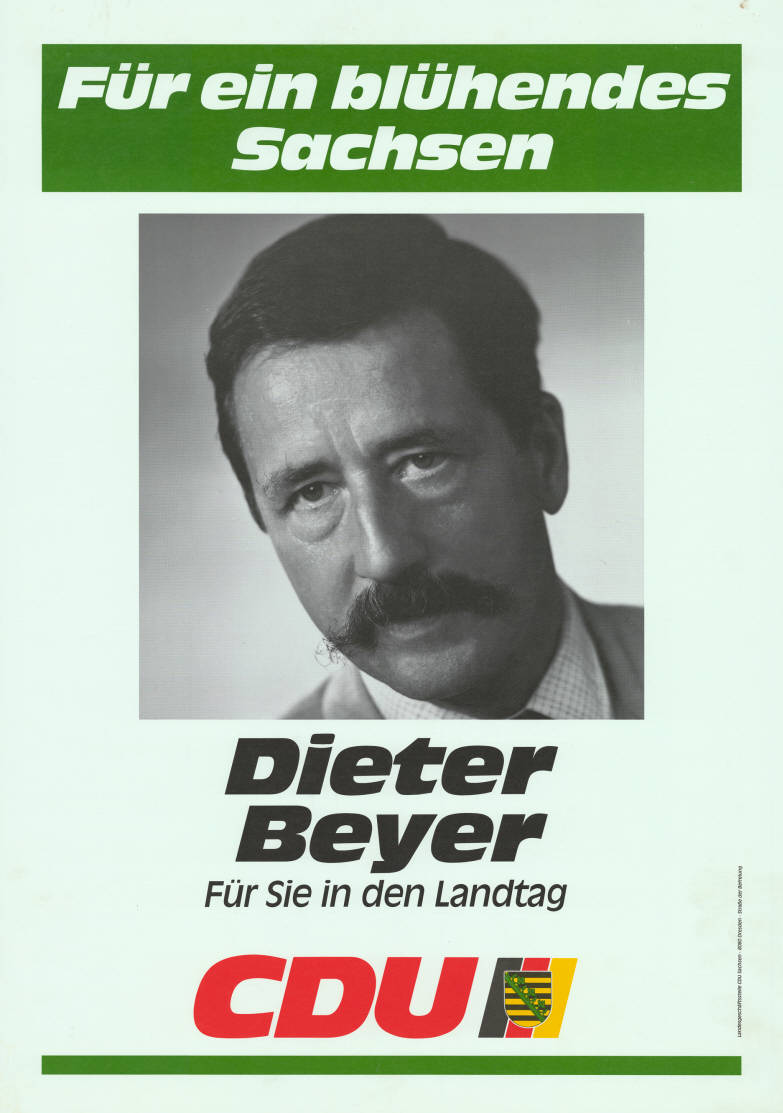
Wahlplakat für Wolf-Dieter Beyer (1990)

Wolf-Dieter Beyer (* 18. Dezember 1938 in Halle; † 13. Oktober 2019) war ein deutscher Politiker (CDU) und von 1990 bis 2004 Mitglied des Sächsischen Landtages.

## Leben
Dieter Beyer besuchte die Grundschule in Beesenstedt und die Oberschule in Halle und Worbis. Ein Maschinenbaustudium der Fachrichtung Theoretische und Angewandte Mechanik in Magdeburg schloss er 1963 mit dem Diplom ab. Er arbeitete von 1964 bis 1968 als Pkw-Entwicklungsingenieur im VEB Bremsenwerk Limbach-Oberfrohna, von 1968 bis 1972 als Technischer Leiter in der PGH Fahrzeugdienst Limbach-Oberfrohna, nach deren Verstaatlichung zum VEB Bremsbelag von 1972 bis 1981 als dessen Betriebsdirektor. Ab 1983 war er als selbständiger Maschinenbauer tätig.
Dieter Beyer war evangelisch, verheiratet und hatte drei Kinder.

## Politik
Dieter Beyer wurde im Rahmen der Wende erstmals politisch aktiv und trat im November 1989 in den Demokratischen Aufbruch ein. Dort war er Bezirksvorsitzender und Bundesvorstandsmitglied. Von April bis September 1990 war er Generalsekretär der Partei. Nach der Fusion mit der CDU war er Mitglied im CDU-Landesvorstand Sachsen. Bei der Landtagswahl in Sachsen 1990 wurde er im Oktober 1990 für den Wahlkreis Chemnitz 4, damals Wahlkreis 62, mit einem Wahlkreisergebnis von 41,3 % in den Landtag gewählt. Bei den Wahlen 1994 und Wahlen 1999 konnte er seinen Wahlkreis Chemnitz 4, seinerzeit Wahlkreis 15,  verteidigen. 2004 schied er aus dem Landtag aus.
Wolf-Dieter Beyer war Mitglied im Beirat des Bundesbeauftragten für die Unterlagen des Staatssicherheitsdienstes der ehemaligen Deutschen Demokratischen Republik.

## Ehrungen
Am 15. Mai 2010 wurde ihm von Landtagspräsident Matthias Rößler die Sächsische Verfassungsmedaille verliehen.

## Werke
- Sozialismus mit Westgeld ist unmöglich. In: Eckhard Jesse, Martin Böttger: Friedliche Revolution und deutsche Einheit: sächsische Bürgerrechtler ziehen Bilanz. Christoph Links Verlag 2006, ISBN 3-86153-379-0, S. 75–88.
- Das Prinzip Haftung. Mironde Verlag, Niederfrohna 2013, ISBN 978-3-937654-48-5.
- Sachsen und Kasachstan, Die politische Meinung, Dezember 1993, ISSN 0032-3446.
- Deutschlands Weg in die Einheit, MUT, November 1997, ISSN 0027-5093.
- Zentrale Brüsseler Spitzen, MUT, Juli/August 2014, Nr. 558